# Imerétinskaya
Imerétinskaya (del ruso: Имеретинская) es una stanitsa del ókrug urbano de Goriachi Kliuch del krai de Krasnodar, en las estribaciones noroccidentales del Cáucaso, en Rusia. Está situada a orillas del Marta, 23 km al este de Goriachi Kliuch, y 52 km al sureste de Krasnodar. Tenía una población en 2010 de 1 609 habitantes
Es cabeza del municipio Imerétinskoye.

## Historia
Fue fundada en 1864. Hasta 1920 pertenecía al otdel de Ekaterinodar del óblast de Kubán.

## Personalidades
- Nikolái Manuilov (1927-1987), constructor soviético. Héroe del Trabajo Socialista.